# Inteligência Ltda.
Inteligência Ltda. (também conhecido como Inteligência Limitada) é um podcast brasileiro apresentado, produzido e dirigido pelo comediante e quadrinista Rogério Vilela. Tem mais de 5,37 milhões de inscritos no YouTube.